# Carbon (Indiana)
Carbon ist eine Stadt im Clay County in Indiana, USA. Sie ist Teil der Terre Haute Metropolitan Statistical Area.

## Geschichte
Carbon entstand durch den Bau der Eisenbahn durch das Gebiet. 1870 wurde in Carbon ein Postamt eingerichtet. Es wurde nach der Carbon Coal Company benannt.

## Geografie
Carbon hat eine Gesamtfläche von 0,41 km² Quadratkilometern, alles Land.
Eine kleinere Siedlung, die auf alten Karten als South Carbon beziehungsweise Pontiac bezeichnet wird, lag am südlichen Rand der Stadt, nahe der heutigen Kreuzung von Poplar Street und County Road 1400 North.

## Demografie

### Bevölkerungsentwicklung
| Jahr | Einwohner | %±      |
| ---- | --------- | ------- |
| 1880 | 600       | —       |
| 1890 | 521       | −13,2 % |
| 1900 | 951       | 82,5 %  |
| 1910 | 493       | −48,2 % |
| 1920 | 572       | 16,0 %  |
| 1930 | 476       | −16,8 % |
| 1940 | 510       | 7,1 %   |
| 1950 | 480       | −5,9 %  |
| 1960 | 409       | −14,8 % |
| 1970 | 344       | −15,9 % |
| 1980 | 307       | −10,8 % |
| 1990 | 350       | 14,0 %  |
| 2000 | 334       | −4,6 %  |
| 2010 | 397       | 18,9 %  |
| 2020 | 263       | −33,8 % |
|      |           |         |